# Lừa dối
Lừa dối là một hành động hoặc đánh lừa, che giấu sự thật hoặc thúc đẩy một niềm tin, khái niệm hoặc ý tưởng không đúng sự thật. Nó thường được thực hiện để có được lợi ích hoặc lợi thế cho cá nhân. Lừa dối có thể liên quan đến việc phổ biến, tuyên truyền và dùng tay làm gì đó thật nhanh, cũng như đánh lạc hướng, ngụy trang hoặc che giấu. Con người cũng có thể tự lừa dối bản thân, như trong đức tin xấu. Nó cũng có thể được gọi, với những hàm ý chủ quan khác nhau, là ngụy biện, lừa đảo, bí ẩn, mưu mẹo.
Lừa dối là một sự vi phạm quan hệ lớn thường dẫn đến cảm giác bị phản bội và mất lòng tin giữa các đối tác quan hệ. Lừa dối vi phạm các quy tắc quan hệ và được coi là vi phạm tiêu cực về sự mong đợi. Hầu hết mọi người mong đợi bạn bè, đối tác quan hệ và thậm chí người lạ nói sự thật hầu hết thời gian. Nếu mọi người mong đợi hầu hết các cuộc hội thoại là không trung thực, nói chuyện và giao tiếp với người khác sẽ đòi hỏi sự phân tâm và đánh giá để có được thông tin đáng tin cậy. Một số lượng đáng kể sự lừa dối xảy ra giữa một số đối tác có quan hệ lãng mạn và quan hệ thân thuộc.
Lừa dối và không trung thực cũng có thể hình thành cơ sở để kiện tụng dân sự trong quan hệ cá nhân hoặc luật hợp đồng (trong đó nó được gọi là trình bày sai hoặc trình bày sai cố tình nếu cố ý), hoặc làm phát sinh truy tố hình sự đối với sự gian lận. Nó cũng tạo thành một phần quan trọng của chiến tranh tâm lý trong việc phủ nhận và lừa dối.